# Curtice Hitchcock
Curtice Hitchcock (né le 4 mars 1892 à Pittsford et mort le 3 mai 1946) était un éditeur américain qui fonda en 1933 la maison d'édition Reynal & Hitchcock.